# Cloranil
Cloranilul este un derivat de p-benzochinonă tetraclorurată cu formula chimică C6Cl4O2. Este un compus solid, galben cu efect slab oxidat și are o moleculă planară.